# روبرت جاي باش
روبرت جاي باش (بالإنجليزية: Robbie J. Bach)‏ هو رائد أعمال أمريكي، ولد في 31 ديسمبر 1961 في بيوريا في الولايات المتحدة.